# Ineke Smits
 (janvier 2019).
Si vous disposez d'ouvrages ou d'articles de référence ou si vous connaissez des sites web de qualité traitant du thème abordé ici, merci de compléter l'article en donnant les références utiles à sa vérifiabilité et en les liant à la section « Notes et références ».
Ineke Smits, née en 1960 à Rotterdam,, est une réalisatrice, productrice et scénariste néerlandaise.

## Filmographie
- 1990 : Monas plen
- 1992 : Rose, Violet & Lily
- 1996 : Hoerenpreek
- 1996 : De wolkenfabriek
- 2001 : Magonia (nl)
- 2003 : Putins mama
- 2005 : Black Gold under Notecka Forest
- 2008 : Transit Dubai
- 2010 : De vliegenierster van Kazbek (nl)
- 2014 : Stand by Your President
- 2019 : Hoe Sosruko het vuur stal van de reus